# 운광초등학교
운광초등학교는 대한민국 경기도 파주시에 있는 공립 초등학교이다.

## 학교 연혁
- 2010. 01. 11 운광초등학교 설립인가(36학급)
- 2010. 03. 01 6학급 편성
- 2010. 03. 01 초대 김경숙 교장 취임
- 2010. 03. 01 운광초등학교 병설유치원 개원(2학급 편성)
- 2011. 02. 14 제1회 졸업장 수여식(졸업생 40명)
- 2011. 03. 01 15학급 편성(특수학급 1학급 포함)
- 2011. 03. 01 경기도교육청 지정 YP교육 시범학교 운영(~2013.02.28)
- 2012. 02. 16 제2회 졸업장 수여식(졸업생 123명)
- 2012. 03. 01 25학급 편성(특수학급 1학급 포함)
- 2012. 03. 01 제2대 모기수 교장 취임
- 2012. 04. 01 여성가족부 지정 양성평등 선도학교 지정
- 2013. 02. 19 제3회 졸업장 수여식(졸업생 135명)
- 2013. 03. 01 교육부 요청 경기도교육청 지정 국정도서 연구학교 지정(~2015.2.28)
- 2013. 03. 04 32학급 편성(특수학급 2학급 포함)
- 2014. 02. 14 제4회 졸업장 수여식(졸업생 132명)
- 2014. 03. 03 34학급 편성(특수학급 2학급 포함)
- 2015. 02. 13 제5회 졸업식(졸업생 99명, 졸업생 누계 529명)
- 2015. 03. 02 37학급 편성(특수학급 2학급 포함)